# Institut Sup'Biotech de Paris
De Institut Sup'Biotech de Paris, ook wel ISBP, is een in 2003 opgerichte grande école (technische universiteit) in Villejuif, een voorstad van Parijs, en Lyon.

## Campus
De campus ligt in het Cancer Campus van Villejuif.

## Diploma
Mensen met een diploma van van de ISBP worden bijvoorbeeld technisch manager of onderzoeker in een werkbouwkundige omgeving.
Diploma's die te behalen zijn:
- Ingenieursdiploma Master : 'Ingénieur ISBP' (300 ECTS)
- Summer school
- International class.

## Onderzoekslaboratoria
- Celbiologie
- Bio-informatica
- Voedingsmiddelenindustrie
- Biologie, Biochemie
- Sociale wetenschappen